# 디지털 오실로스코프

텔레다인르크로이의 디지털 오실로스코프 WaveRunner6Zi

디지털 오실로스코프는 오실로스코프의 한 종류로써, 다양한 전압을 사용할 수 있는 아날로그 오실로스코프와 달리 2진법을 활용한 오실로스코프를 일컫는다.
디지털 오실로스코프의 경우, 측정된 전압을 디지털 신호로 바꾸는 아날로그-디지털 변환기(ADC:analog-to-digital converter)가 사용된다.
아날로그와 디지털 장비에 있어 외관의 차이는 거의 없지만 디지털 오실로스코프는 아날로그 오실로스코프에 비해 신뢰성이 높으며 빠르고 복잡한 신호까지 포착할 수 있다. 특히 단발신호의 측정에 유리하며, 신호 저장 등이 가능하다는 기능의 차이가 있다. 사용자는 이로써 프린터에 파형을 사용하거나, 신호를 잡아 파형을 확대, 비교 혹은 전송 할 수 있다.
디지털 오실로스코프 선택에 있어서는 측정 대상이 되는 시그널의 종류와 아날로그 대역폭, 입력 채널 수, 샘플링 속도, 메모리 길이 등의 기준이 적용된다.